# Статіс Калівас
Статіс Калівас (грец. Στάθης Καλύβας; нар. 7 березня 1964) — грецький політолог, професор Оксфордського університету й науковий співробітник Коледжу всіх душ в Оксфорді. Був професором в Єльському університеті (2003–2017), Чиказькому університеті, Нью-Йоркському університеті та Університеті штату Огайо. Проводив дослідження в Інституті дослідження миру в Осло. Калівас багато писав про громадянські війни, етнічну приналежність та політичне насильство. Найбільш відомий як автор книжки «Логіка насильства у громадянській війні».

## Праці
- The Rise of Christian Democracy in Europe. Ithaca: Cornell University Press, 2006 [Архівовано 5 грудня 2021 у Wayback Machine.]
- The Logic of Violence in Civil War. New York: Cambridge University Press, 2006 [Архівовано 5 грудня 2021 у Wayback Machine.]
  - Логика насилия в гражданской войне. Москва: Пятый Рим, 2019.
    - Рецензія: В'ячеслав Циба. Небезглузда жорстокість: логіка насильства в громадянських війнах [Архівовано 5 грудня 2021 у Wayback Machine.] // Спільне, 29.11.2021.
- Order, Conflict, Violence. New York: Cambridge University Press, 2008 (edited with Ian Shapiro and Tarek Massoud) [Архівовано 5 грудня 2021 у Wayback Machine.]
- Ανορθόδοξοι Πόλεμοι: Μακεδονία, Εμφύλιος, Κύπρος. Athens: Patakis, 2010 [Архівовано 1 жовтня 2021 у Wayback Machine.]
- Modern Greece: What everyone needs to know. New York: Oxford University Press, 2015 [Архівовано 5 грудня 2021 у Wayback Machine.]
- Που είμαστε και που πάμε; Διατρέχοντας την κρίση (2009–2016) και ατενίζοντας το μέλλον. Athens: Metechmio, 2016 [Архівовано 5 грудня 2021 у Wayback Machine.]